# Samsung Galaxy Z Flip 3
Samsung Galaxy Z Flip 3 (стилізовано як Samsung Galaxy Z Flip3, на деяких територіях, в тому числі й в Україні, продається під назвою Samsung Galaxy Flip 3) — складний смартфон, який входить до серії Samsung Galaxy Z. Представлений компанією Samsung Electronics 11 серпня 2021 року на події Samsung Unpacked разом із Z Fold 3. Це наступник Samsung Galaxy Z Flip. Хоча це друга ітерація Z Flip, вона позначена як Z Flip 3 для узгодження з Z Fold 3.

## Дизайн
Z Flip 3 повторює таку ж конструкцію, як і перший Z Flip, з алюмінієвою рамою. Оснащений 6,7 дюймовий дисплеєм, захищений ультратонким склом виробництва Samsung Gorilla Glass Victus. Z Flip 3 отримав захист від води за стандартом IPX8, та, за твердженням Samsung, може витримати занурення під воду до 1,5 м протягом 30 хвилин. Доступний у чотирьох кольорах:  Cream(кремовому), Phantom Black(фантомно-чорному), Green(зеленому) та Lavender(лавандовому).

## Технічні характеристики

### Процесор
Телефон працює на базі процесора Qualcomm Snapdragon 888, з графічним процесором Adreno 660.

### Пам'ять
8 ГБ оперативної пам'яті LPDDR5 та 128 або 256 ГБ нерозширюваної пам'яті UFS 3.1.

### Дисплей
6.7" Dynamic AMOLED 2X з відношенням сторін 22:9, частотою оновлення 120 Гц, має роздільну здатність FullHD+ (2640 x 1080) з щільністю пікселів 425 ppi та підтримкою HDR10+. На екрані є виріз для фронтальної камери. На задній панелі смартфону є додатковий 1,9" Super AMOLED 2X екран (260x512) з щільністю пікселів 302 ppi , який можна використовувати для відображення часу, дати та стану акумулятора, взаємодії з повідомленнями, відповіді на телефонні дзвінки і виконувати роль видошукача.

### Камера
Смартфон отримав основну подвійну камеру 12 Мп, f/1.8 (ширококутний) з оптичною стабілізацією + 12 Мп, f/2.2, 123˚
(ультраширококутний) з автофокусом та здатністю запису відео в роздільній здатності 4K@30/60fps, 1080p@60/240fps, 720p@960fps. Також смартфон отримав фронтальну камеру на 10 Мп з світлосилою f/2.4 та здатність запису відео в роздільній здатності 4K@30fps.

### Акумулятор
Z Flip 3 має акумуляторну батарею ємністю 3300 мА·год, з підтримкою швидкісної зарядки за допомогою USB-C потужністю до 15 Вт, або бездротовим способом через Qi до 10 Вт.